# Chute Korluktok
La chute Korluktok est une chute d'eau de la rivière Koroc située au Nunavik, dans le Nord-du-Québec. 

## Description
Cette chute forme une barrière naturelle à la montaison de l'omble chevalier qui remonte la rivière Koroc pour la fraie. Cela en fait un endroit privilégié pour la pêche.
Des randonnées d'observation sont organisées par le parc national Kuururjuaq. Une piste d'atterrissage de brousse et un refuge sont situés à proximité.

## Galerie

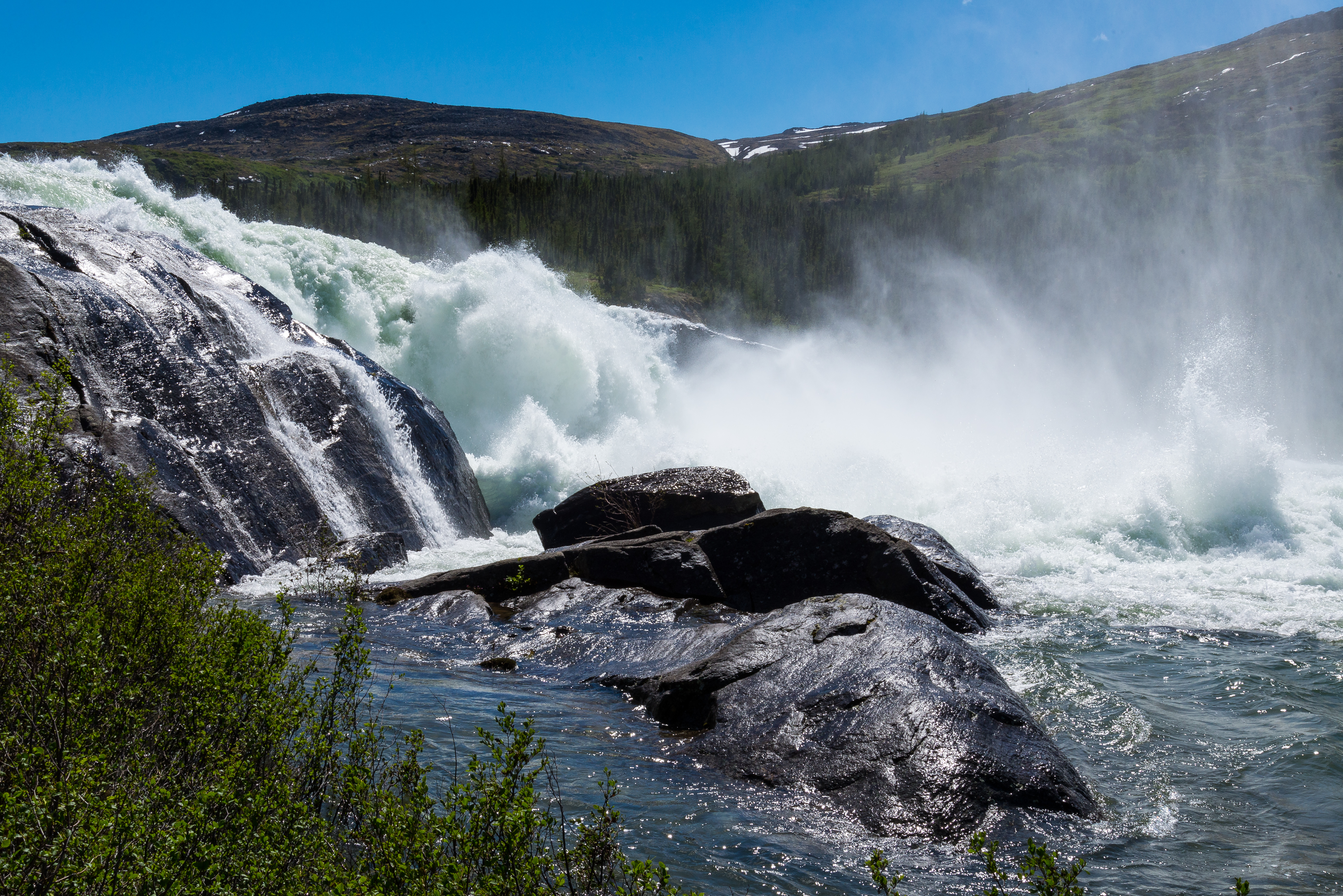
L'un des sauts de la chute Korluktok
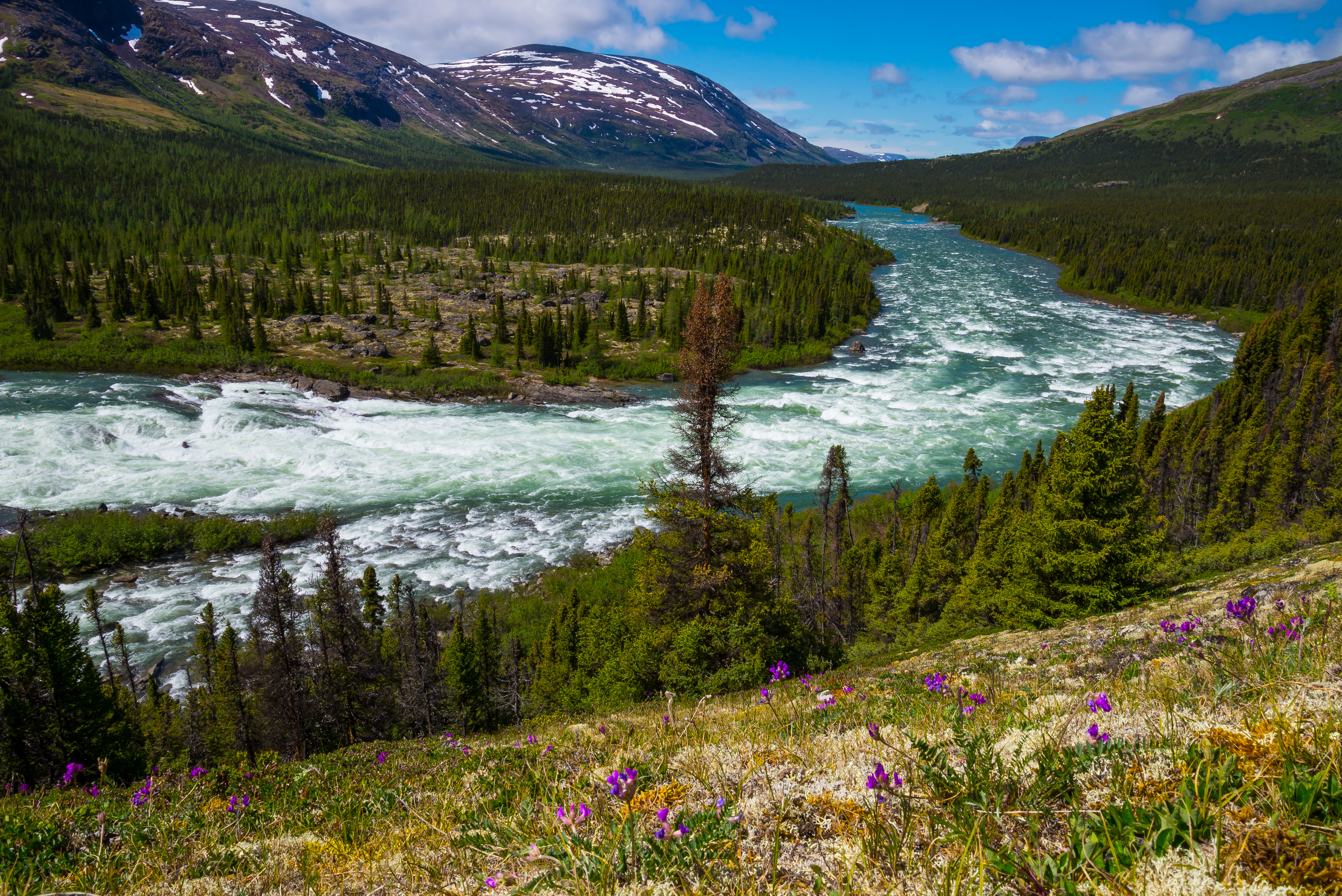
Rivière Koroc